# Simulium latitarsus
Simulium latitarsus är en tvåvingeart som beskrevs av Rubtsov 1971. Simulium latitarsus ingår i släktet Simulium och familjen knott.
Artens utbredningsområde är Mongoliet. Inga underarter finns listade i Catalogue of Life.